# Polygonatum
Polygonatum és un gènere amb 50 espècies de plantes de flors pertanyents a la família Ruscaceae, anteriorment classificat en la família Liliaceae.
Algunes espècies d'aquest gènere tenen propietats medicinals i en particular P. sibiricum, usada com tisana herbal en la Medicina tradicional xinesa, també anomenada Duong Gul Li a Corea.

## Taxonomia
- Polygonatum biflorum (Walter) Elliott
- Polygonatum cirrhifolium (Wall.) Royle
- Polygonatum cyrtonema Hua
- Polygonatum falcatum A.Gray
- Polygonatum hirtum (Bosc ex Poir.) Pursh
- Polygonatum ×hybridum Brügger (= Polygonatum multiflorum × Polygonatum odoratum)
- Polygonatum inflatum Kom.
- Polygonatum involucratum (Franch. & Sav.) Maxim.
- Polygonatum kingianum Collett & Hemsl.
- Polygonatum lasianthum Maxim.
- Polygonatum macropodum Turcz.
- Polygonatum multiflorum (L.) All. segell, segell de ram, segell de salomó
- Polygonatum odoratum (Mill.) Druce
- Polygonatum officinale segell (de Salomó) o llàgrimes de Maria
- Polygonatum orientale Desf.
- Polygonatum pubescens (Willd.) Pursh
- Polygonatum sibiricum F.Delaroche
- Polygonatum verticillatum (L.) All.